# Eva Ahnert-Rohlfs
Eva Ahnert-Rohlfs (Coburg, 11 d'agost de 1912 – 9 de març de 1954) va ser una astrònoma alemanya. Va fer importants observacions d'estrelles variables.
Eva Ahnert-Rohlfs va néixer a Coburg (Ducat de Saxònia-Coburg-Gotha). Va estudiar a Würzburg, Múnic i Kiel des de 1931 fins al 1933. Després de nou anys dedicant-se a la família, va tornar a estudiar el 1942 i fins al final de la segona guerra mundial a la Universitat de Göttingen. A partir el 1945, va treballar juntament amb el professor Cuno Hoffmeister com a astrònom assistent a l'observatori de Sonneberg. Al 1951, va rebre el títol de doctorat en astrofísica per la Universitat de Jena. A l'observatori de Sonneberg va conèixer l'astrònom Paul Oswald Ahnert i es van casar l'any 1952.
Va morir el 1954 als 41 anys a Sonneberg.